# میدان نفتی دانان
میدان نفتی دانان از میدان‌ها نفتی ایران است، که در استان ایلام، در فاصله ۳۰ کیلومتری از جنوب شرقی دهلران و قرار دارد. مخازن اصلی این میدان مخزن آسماری و مخزن بنگستان (شامل سازندهای ایلام و سروک) می‌باشند.
میدان دانان در سال ۱۳۸۶ کشف شد و تولید نفت از آن در سال ۱۳۹۳ آغاز گردید. هم‌اکنون ظرفیت تولید نفت خام میدان دانان به‌طور میانگین معادل ۲۶ هزار بشکه در روز است، که از طریق خط لوله به واحد بهره‌برداری دهلران انتقال می‌یابد و پس از شیرین‌سازی و فشار افزایی، توسط خط لوله‌ای ۱۶ اینچ بطول ۵۲ کیلومتر، به کارخانه نمک‌زدایی چشمه‌خوش ارسال می‌شود. میدان نفتی دانان از میدان‌ها تحت مدیریت شرکت نفت مناطق مرکزی ایران بشمار می‌آید، که عملیات تولید از آن توسط شرکت بهره‌برداری نفت و گاز غرب انجام می‌شود.